# Pietka e Vassili Ivánovitch Salvam a Galáxia
Pietka e Vassili Ivánovitch salvam a galáxia (em russo: Петька и Василий Иванович спасают галактику) é um jogo de computador russo do gênero aventura gráfica desenvolvido pela empresa S.K.I.F e distribuído pela empresa Buka Entertainment em novembro de 1998 para Microsoft Windows e em 11 de setembro de 2014 para Android. Foi o precursor de uma série de jogos homônima.
Em 16 de fevereiro de 2016, o jogo foi relançado com compatibilidade para versões mais atuais do sistema operacional Windows e monitores widescreen. A nova versão foi chamada de “Pietka e Vassili Ivánovitch: Reinício” e também foi distribuída com legendas em inglês sob o nome de Red Comrades Save the Galaxy: Reloaded. O jogo não possui tradução para o português em nenhuma de suas versões.

## Enredo
Há muito tempo, uma nave espacial gigante voava pelo Sistema Solar. Por razões desconhecidas, a nave perdeu o controle e entrou na órbita da Terra, dando assim origem a um satélite: a Lua. A maioria dos extraterrestres que estavam na nave perece, sobrevivendo apenas aqueles que estavam em animação suspensa durante o evento. Eles dormiriam para sempre, se não fosse pela Revolução de Outubro eclodida na Rússia. Ao proclamar a tomada do Palácio de Inverno, marinheiros bêbados fizeram um disparo com o canhão do cruzador Aurora, atingindo a Lua por acidente. Os mecanismos da nave que haviam falhado cem anos atrás são reativados, acordando os extraterrestres. Ao se verem em uma situação desesperadora, os extraterrestres decidem conquistar a Terra. Durante o planejamento da invasão, os alienígenas descobrem uma localização estratégica, a aldeia de Gadiúkino, como sugere de forma indubitável a seguinte inscrição de uma placa: “Gadiúkino, o umbigo da Terra”. Como consequência, eles decidem começar a conquista do planeta pela tomada do local tão estratégico.
Nesta época, a Guerra Civil Russa acontecia a todo vapor. O rio Ural que cruza a aldeia Gadiúkino marca a linha do front que divide um lado ocupado pela divisão do famoso comandante Tchapáiev, e um lado ocupado pelos generais da Guarda Branca com o que restou de suas tropas. É nesse ambiente que os extraterrestres iniciam sua invasão. No dia anterior, alguém havia roubado a bandeira do regimento do quartel-general dos Vermelhos em plena luz do dia. Vassili Ivánovitch e Pietka resolvem entrar no território dos Brancos para recuperar a bandeira e se vingar pela honra manchada da divisão.

## Jogabilidade
O jogo é controlado pelo cursor, que pode realizar diversas ações, como “ir” e “observar” (sistema point-and-click). Três outras ações (“conversar”, “pegar” e “usar”) são realizadas através de um pequeno menu no formato de uma estrela da Guarda Vermelha, que se abre ao clicar com o botão direito do mouse em algum ponto da tela. O menu também inclui um inventário, representado por uma mala. Além do seu conteúdo, a mala oferece mais três opções de ação ao jogador em sua tampa: o mapa de Gadiúkino (para locomoção rápida), uma foto de Tchapáiev (combinar Vassili Ivánovitch com um objeto, incluindo objetos do inventário) e um disquete (tela com configurações, podendo também ser acessadas pela tecla Esc). Os personagens se movimentam com várias poses animadas, e alguns dos diálogos com outros personagens oferecem opções de falas (de 2 até 4 réplicas). Também há outros tipos de interfaces durante os minijogos.
A versão do relançamento traz a possibilidade de o jogador escolher entre a interface clássica e a interface unitária, em que o pequeno menu, agora redesenhado, pode ser acessado ao segurar o click na tela, e a ação é feita ao posicionar o dedo em alguma ação do círculo. O inventário é exibido quando o jogador move os dedos em diferentes direções. Esse menu funciona apenas em dispositivos com telas sensíveis ao toque (embora a opção possa ser alterada em qualquer dispositivo).

## Locais
O jogo se divide em três partes:

### Primeira parte - Gadiúkino
Gadiúkino é a aldeia em que se desenrolam as ações iniciais do jogo. A missão dos protagonistas é chegar até a área dominada pelos Brancos. O jogador assume o controle de Pietka e Tchapáiev.

### Segunda parte - Cidade
Metade de Gadiúkino está sob domínio dos Brancos. A missão dos protagonistas é descobrir onde está a bandeira do regimento. O jogador assume o controle de Anka e, mais tarde, de Pietka e Tchapáiev.

### Terceira parte - Lua
A Lua é uma nave de extraterrestres. A missão dos protagonistas é evitar que consequências trágicas aconteçam usando uma máquina do tempo. O jogador assume o controle de Pietka e Tchapáiev.

## Personagens
- Pietka e Vassili Ivánovitch são os personagens principais.
- Anka, a metralhadora, é uma personagem importante que aparece diversas vezes ao longo da trama, podendo ser controlada em parte da história.
- Fúrmanov é um comissário político da divisão de Vassili Ivánovitch Tchapáiev assassinado pelos extraterrestres e imitado pelo vilão principal.
- Pseudofúrmanov é o chefe dos extraterrestres que imita comissário político Fúrmanov, o que o permite ganhar a confiança dos personagens principais temporariamente. É sob sua liderança que a bandeira do regimento é roubada.

## Dublagem
| Ator                | Papel                        |
| ------------------- | ---------------------------- |
| Boris Línnikov      | Pietka                       |
| Aleksandr Pojárov   | Vassili Ivánovitch Tchapáiev |
| Iekaterina Teneta   | Anka                         |
| Ievgueni Kondrátiev | Fúrmanov                     |

## Desenvolvimento
A ideia da criação de um jogo de aventura sobre Pietka e Vassili Ivánovitch surgiu no início de 1996. A equipe editorial da revista eletrônica SBG Magazine começou a conjecturar sobre o que faz de um jogo de aventura ser ideal e qual empresa seria capaz de produzi-lo. As discussões resultaram na decisão de desenvolver um jogo de aventura próprio (de acordo com Viatcheslav Pismenni, “foi discutido quem fazia os melhores jogos de aventura: Lucas Arts, Sierra, Microprose, Virgin ou alguma outra empresa? Foi então que surgiu uma ideia maluca: e se essa alguma outra empresa fosse a gente?”), tendo como protagonistas Vassili Ivánovitch Tchapáiev, Pietka e Anka, personagens históricos e também de piadas muito conhecidos pelo público russo. Depois de algum tempo, a equipe de desenvolvimento passou a trabalhar com afinco no jogo em meados de 1996. Viatcheslav Pismenni ficou responsável pelo roteiro do jogo, enquanto Oleg Zakhárov foi o artista principal. Toda a equipe editorial se envolveu com o desenvolvimento.
De acordo com o artista principal, Oleg Zakhárov, o gráfico incluiu determinadas cores que afetam a mente das pessoas para que elas achem o visual agradável. Tons positivos de laranja, amarelo e verde, bem como o verde comum foram utilizados com comprimento de onda de 555 nm, o que permite que os olhos possam repousar sobre as imagens de forma agradável. Além disso, o jogo inclui símbolos subliminares que também afetam a mente do jogador.
Na edição SBG Magazine #7’97 publicada em dezembro de 1997, a equipe editorial anunciou oficialmente o lançamento do jogo “Pietka e Vassili Ivánovitch salvam a galáxia (Pietka i Vassili Ivanovitch spassaiut galaktiku)”. O principal artigo da revista apresentava brevemente o enredo do jogo e mais de dez capturas de tela, além de conter uma parte dedicada ao desenvolvimento do jogo (“O nascimento de um sucesso, ou Como fazer um jogo de aventura em 9 meses...”). Além disso, o roteirista Viatcheslav Pismenni deu entrevistas a algumas revistas voltadas para jogos, como a “Navigator igrovovo mira”. Nessa mesma época, foi assinado um contrato com a empresa distribuidora de jogos “Buka”.
Em junho de 1998, uma versão de demonstração não interativa do jogo foi lançada. Além de informações descritivas, a versão incluía diversas cenas animadas do jogo. O lançamento inicial de “Pietka e Vassili Ivánovitch” estava previsto para o 3º trimestre de 1998.
No fim das contas, o jogo ficou disponível nas lojas no início de novembro de 1998. O estúdio SBG (cujo nome foi alterado para S.K.I.F.) levou dois anos e meio para desenvolver o jogo, um ano a mais do que o planejado inicialmente. O jogo representou um avanço em muitos sentidos logo após o lançamento. Em primeiro lugar, “Pietka” é o primeiro jogo da Rússia lançado em três CDs. Em segundo lugar, o jogo foi um dos primeiros a ser lançado em caixas acrílicas para CD. Isso permitiu reduzir o preço da produção de cópias e aumentar a tiragem (embora edições de colecionador também tenham sido lançadas). Em terceiro lugar, “Pietka e Vassili Ivánovitch salvam a galáxia (Pietka i Vassili Ivanovitch spassaiut galaktiku)” foi um dos jogos fundadores do gênero de “aventura russa”, ao qual também pertenciam “Bratia Piloti: po sledam polossatovo slona (Pilotos irmãos: em busca do elefante listrado)”, “GEG: otviaznoie prikliutchenie (GEG: aventura selvagem)” e outros.
Em 11 de setembro de 2014, o jogo foi lançado para Android. A empresa Buka foi novamente a editora do jogo, enquanto a empresa Eltechs ficou responsável pela portabilidade do jogo. O jogo é distribuído usando um modelo shareware.

## "Reinício"
Em 18 de fevereiro de 2016, o jogo foi relançado na Steam como uma nova versão modificada para versões atualizadas do sistema operacional Windows e monitores widescreen. Na nova versão, foram adicionados o sistema de cursor unitário e o sistema de conquistas, as respostas dos principais personagens tiveram sua dublagem refeitas ou melhoradas, e as telas de todos os locais foram redesenhadas. Em um dos locais do jogo, aparece um retrato do presidente da Federação Russa, Vladimir Putin, na forma de um imperador russo. Quando o jogo foi lançado, Vladimir Putin ocupava o posto de diretor do Serviço Federal de Segurança da Federação Russa. O lançamento do patch 1.1 adicionou suporte para gamepad.
Posteriormente, uma DLC foi lançada contendo a segunda parte do jogo, um artbook e um diário em vídeos dos desenvolvedores (cópia arquivada de 22 de dezembro de 2019 na Wayback Machine).

## Links
- Site dedicado à série de jogos Pietka e Vasilli Ivánovich Cópia arquivada no Wayback Machine em 20 de fevereiro de 2009
- Página da versão para Android do jogo no Google Play Cópia arquivada no Wayback Machine em 16 de setembro de 2016
- Página do jogo na Steam Cópia arquivada no Wayback Machine em 19 de fevereiro de 2016
- Como fizemos a portabilidade do bom e velho jogo de aventura russo (em russo) Cópia arquivada no Wayback Machine em 7 de agosto de 2016